# Claudio Obregón
Claudio Obregón Posadas (11 de julio de 1935 - 13 de noviembre de 2010) fue un actor mexicano de cine, teatro y televisión.

## Biografía
Comenzó su carrera como locutor y jefe de producción en Radio Universidad, donde actuó y dirigió teleteatros. También participó en teleteatros para Canal 11. Desde 1958 se dedicó enteramente a la actuación. En 1970 se separó de la ANDA y formó el ya desaparecido Sindicato Nacional de Actores. Actor que estuvo comprometido con el devenir cultural y social de su país, en 1979 fue candidato a diputado del ahora extinto Partido Comunista Mexicano. Considerado como uno de los actores más destacados de teatro y cine, actuó en películas como Reed, México insurgente, El encuentro de un hombre solo, Actas de Marusia, Terror y encajes negros y El callejón de los milagros entre muchas otras. En teatro interpretó obras de una infinidad de dramaturgos, entre los que se encuentran Lope de Vega, Arthur Miller y William Shakespeare. También destacó en televisión, en telenovelas como El carruaje, Los que ayudan a Dios, Cuando llega el amor, Valeria y Maximiliano, Madres egoístas, Nada personal y El candidato entre otras.
Se casó con Elizabeth Clairín con quien procreó dos hijos: Claudio y Gerardo.
Su último trabajo como actor fue en la obra Endgame, dirigida por Abraham Oceransky donde interpretaba a Ham. A la ocasión, el maestro Claudio Obregón escribió: 
«En 2010, Claudio Obregón recordará que inició hace 51 años sus menesteres artísticos. Al principio sólo con certezas e impulsos a ciegas, o casi. Con pasión desmedida siempre, hasta el día de hoy. Han desfilado por su mente y calado en su alma los más diversos y contradictorios personajes: Hernán Cortés, Augusto Strindberg, Isabel I de Inglaterra, Herodes el de Wilde, Bartolomeo Vanzetti, el Rey Lear, Niehls Bohr, Giacomo Casanova, Maximiliano de Habsburgo y tantos otros que sólo los más antiguos de la legión los recuerdan. ¿Qué fue de todos ellos? ¿Qué sucedió con Claudio? Pues obvio, ellos se fueron a habitar el panteón teatral de los sucesos efímeros y Claudio, desvencijado y valeroso todavía, intenta conquistar nuevas palmas de las generaciones postmodernas. Claudio sabe, como todo buen soldado, que en la trinchera de las imaginerías, los personajes, la tramoya, el público y las luces pueden dispararle a muerte o dejarlo malherido. Pero entonces él, Claudio y su amor al teatro dirán la última palabra.»
Falleció el 13 de noviembre del mismo año en la Ciudad de México a causa de un paro cardiorrespiratorio.

## Filmografía

### Televisión
- Lo que callamos las mujeres (2007)
- Lo que la gente cuenta (2006)
- Mirada de mujer: El regreso (2003) .... Don Gil
- El candidato (1999) .... Juventino Manrique
- Cuentos para solitarios (1999) .... Padre
- Yacaranday (1999) .... Don Eugenio
- Nada personal (1996) .... Raúl de los Reyes
- El peñón del amaranto (1993) .... Roque
- Madres egoístas (1991) .... Alberto Báez
- Valeria y Maximiliano (1991) .... Ernesto Ramos
- Cuando llega el amor (1989) .... Gerardo Fernández
- La casa al final de la calle (1989) .... Sergio Escobar
- Tiempo de amar (1987) .... Rafael
- La pasión de Isabela (1984) .... Darío Acosta
- Nosotras las mujeres (1981) .... Luis Marino
- Mamá Campanita (1978)
- Barata de primavera (1975) .... Rafael Labrada
- Mundo de juguete (1974)
- Marina (1974)
- Ha llegado una intrusa (1974) .... Dr. Carbajal
- Los que ayudan a Dios (1973) .... Gustavo
- El carruaje (1972) .... Miguel Miramón
- Aquí está Felipe Reyes (1972)
- El amor tiene cara de mujer (1971) .... Pablo Landa
- El vagabundo (1971)
- Yesenia (1970) ... Luis Flaubert
- Magdalena (1970)
- Encrucijada (1970) .... William
- Honor y orgullo (1969) .... General de la Peña

### Películas
- Más allá del muro (2011)
- La zona (2007) .... Ricardo
- Rizo (1999) .... Julio Andrés Martínez
- De noche viernes, Esmeralda (1997) .... Lic. Víctor Solorio
- La crisálida (1997)
- Doble muerte (1997)
- Confesiones de un asesino en serie (1997)
- El callejón de los milagros (1995) .... Don Fidel
- El jinete de acero (1994) .... Dionisio Coyote
- El jinete de la divina providencia (1991)
- El mutilador (1991)
- Vuelve a tu primer amor (1989)
- El otro crimen (1988)
- Historias violentas (1985)
- Terror y encajes negros (1985) .... César
- Acorralado (1984)
- Salvador Alvarado (1983)
- Complot Petróleo: la cabeza de la hidra (1981)
- Pedro Páramo (1981)
- Adriana del Río, actriz (1979)
- La guerra santa (1979) .... Maestro ateo
- Cuando Pizarro, Cortés y Orellana eran amigos (1979)
- Departamento no. 5 (1979)
- El complot mongol (1978)
- La vida cambia (1976)
- Actas de Marusia (1976) .... Capitán Troncosos
- El juicio de Martín Cortés (1974)
- Apuntes (1974)
- El encuentro de un hombre solo (1973) .... Guido Leone
- La derrota (1973)
- Reed, México insurgente (1972)
- No nos moverán (1972)
- El jardín de la Tía Isabel (1971)
- Los corrompidos (1971) .... Dr. Robles
- Emiliano Zapata (1971)
- Las chicas malas del padre Méndez (1970)
- Las bestias jóvenes (1970)
- Narda o el verano (1970) .... Príncipe Chomba (voz)
- Los recuerdos del porvenir (1969)
- Pedro Páramo (1967)
- Mariana (1967)
- Amelia (1966)
- Tajimara (1965) .... Roberto

## Teatro
- Endgame (Fin de partida)
- El rey Lear
- El retablo del Dorado
- Aquel tiempo de campeones
- Copenhague
- Casanova
- Esperando a Godot
- Las brujas de Salem
- Juguemos en el bosque
- Los emigrados
- Saco y Vanzetti
- Los acreedores
- Fuenteovejuna
- En la Zona y Rumbo a Cardiff
- Después Nada
- Judith
- El retablo de las maravillas
- El pescador de sombras
- Las mocedades del Cid
- El suplicante
- El primer paso en las nubes
- La Romanza
- Biedermann y los incendiarios
- El perro del hortelano
- La moza del cántaro
- Doce y una trece
- Asesinato en la Catedral
- La cantante calva
- Los nombres del poder
- El hilo rojo
- Mudarse por mejorarse
- La colección
- Las aves
- Los argonautas
- Pastorela de Tepotzotlan
- El burlador de Sevilla
- Diálogo entre el Amor y un Viejo
- La Puerta
- Retablo de la avaricia
- Tamara
- La Danza Macabra
- Rosencrantz y Guildenstern
- Los albañiles
- Viejos tiempos
- La silla
- Ha llegado un inspector
- El cuarto de Verónica
- Mística y Erótica del Barroco
- Corona de sombras
- El león en invierno
- Santos and Santos
- Arte
- Salomé

## Reconocimientos

### Premios Ariel
| Año  | Categoría                   | Película                   | Resultado |
| ---- | --------------------------- | -------------------------- | --------- |
| 2007 | Mejor actor                 | De noche vienes, Esmeralda | Nominado  |
| 1975 | Mejor coactuación masculina | El otro crimen             | Nominado  |
| 1976 | Mejor coactuación masculina | Actas de Marusia           | Ganador   |

### Premios Bravo
| Año  | Categoría   | Telenovela   | Resultado |
| ---- | ----------- | ------------ | --------- |
| 2000 | Mejor actor | El candidato | Ganador   |